# Trška Gora, Krško
Trška Gora je naselje v Občini Krško.